# Gagrellula cuncimaculata
Gagrellula cuncimaculata is een hooiwagen uit de familie Sclerosomatidae.